# Črv (računalništvo)
Črv je v računalništvu tip zlonamerne programske opreme, ki se od virusa razlikuje v tem, da se zmore razmnoževati sam, brez prenašanja delov gostitelja. Marsikdaj je to tudi edina naloga črva - da se razmnoži na čim več računalnikov preko omrežja, medtem ko je glavna naloga virusa, da poškoduje oziroma spremeni gostiteljski sistem.